# Aldo Dall'Aglio
Aldo Dall'Aglio (Reggio Emilia, 1º novembre 1919 – Coriano, 11 gennaio 1945) è stato un partigiano italiano, decorato della Medaglia d'argento al valor militare alla memoria.

## Biografia
Aldo Dall'Aglio era un insegnante e aderente all'Azione Cattolica.
Sottotenente di complemento di fanteria durante la seconda guerra mondiale, dopo l'armistizio entrò nella Resistenza. Diventò comandante di battaglione nella 144ª Brigata Garibaldi "Antonio Gramsci" che operava sulle montagne dell'Appennino reggiano.
In contrasto con l'ideologia comunista, alla nascita delle Fiamme Verdi di don Domenico Orlandini "Carlo", il 15 settembre 1944, entrò a far parte della 284ª Brigata Fiamme Verdi di Reggio nell'Emilia come vice comandante e con il nome di battaglia "Italo".
Il 10 gennaio 1945, in una fase della battaglia sul monte Prampa, rimase solo a fronteggiare i soldati tedeschi, per consentire ai suoi uomini di ripiegare, e venne colpito a morte.

## Omaggi
In suo onore la 284ª Brigata Fiamme Verdi prese il suo nome di battaglia "Italo". Una via di Reggio Emilia ed una scuola, situata nella via stessa, sono state intitolate a Dall'Aglio.

## Onorificenze
Aldo Dall'Aglio fu decorato con la Medaglia d'argento al valor militare alla memoria.